# Kazuyoshi Hoshino

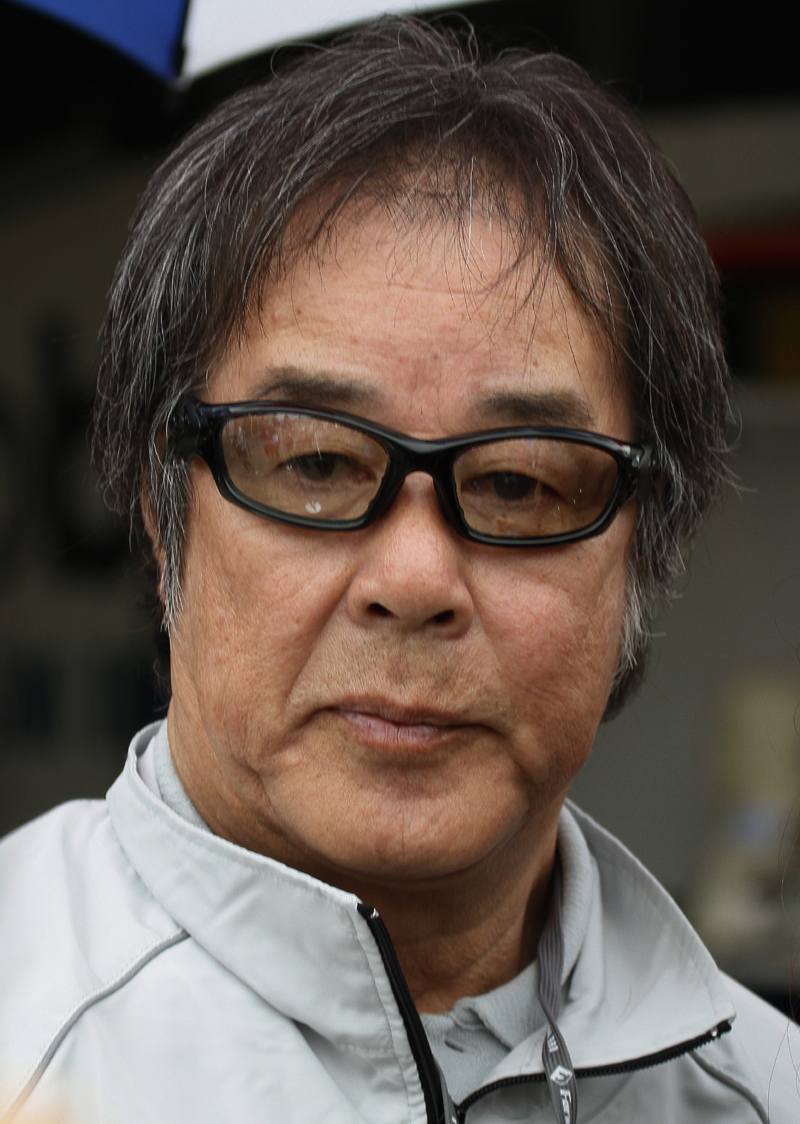
Kazuyoshi Hoshino, 2010

Kazuyoshi Hoshino (japoneză 星野 一義, n. 1 iulie 1947) este un fost pilot japonez de Formula 1 care a evoluat în Campionatul Mondial între anii 1976 și 1977.